# Де Карвальо, Алан
Алан Дуглас Боржес де Карвальо (порт.-браз. Alan Douglas Borges de Carvalho; род. 10 июля 1989, Барбоза, штат Сан-Паулу) или же просто Алан (порт.-браз. Alan), после получения китайского гражданства также известен как А Лан (кит. упр. 阿兰, пиньинь Ā Lán) — китайский и бразильский футболист, нападающий клуба «Циндао Вест Кост».

## Клубная карьера
Родился 10 июля 1989 года в бразильском муниципалитете Барбоза (Сан-Паулу). Спортивную карьеру начал в клубе «Гуарани» из города Кампинас.
С 2008 года играл в футбольном клубе «Флуминенсе» из Рио-де-Жанейро. В 2010 году перешёл в «Ред Булл», однако в августе 2011 года порвал крестообразные связки колена и выбыл из строя на полтора года. В 2013/14 гг. провёл лучший сезон в карьере, забив 26 голов в чемпионате Австрии и четыре гола в Лиге Европы УЕФА, и вошёл в символическую сборную группового этапа Лиги Европы.

## Достижения
«Ред Булл Зальцбург»
- Чемпион Австрии: 2012, 2014
- Обладатель Кубка Австрии: 2012, 2014

«Гуанчжоу Эвергранд»
- Чемпион Китая: 2015, 2016